# Rhynchozoon ferocula
Rhynchozoon ferocula är en mossdjursart som beskrevs av Hayward 1988. Rhynchozoon ferocula ingår i släktet Rhynchozoon och familjen Phidoloporidae. Inga underarter finns listade i Catalogue of Life.